# Casa Cavalioti din Galați
Casa Cavalioti din Galați este un monument istoric și de arhitectură din secolul al XIX-lea. Clădirea este din prima jumătate a secolului al XX-lea sediul Muzeului de Istorie „Paul Păltănea”. Imobilul este situat în Str. Maior Iancu Fotea din Galați.

## Istoric
Muzeul a fost inaugurat la 24 ianuarie 1939, la cea de-a 80-a aniversare a Unirii Principatelor Române, în casa care a aparținut familiei Cuza și în care a locuit Alexandru Ioan Cuza în perioada când a fost judecător și pârcălab al județului Covurlui.
Începuturile muzeologiei la Galați datează de la sfârșitul secolului al XlX-lea când, prin donația academicianului Vasile Alexandrescu Urechia, s-a deschis o expoziție permanentă la Colegiul Național „Vasile Alecsandri”, care cuprindea obiecte de artă plastică și decorativă, monede, documente și alte înscrisuri din epoca modernă. Ceva mai târziu, în anul 1913, prin strădania institutorilor Paul și Ecaterina Pașa, într-o sală de clasă de la Școala de Băieți nr. 6 s-a organizat o expoziție cu bunuri culturale donate de către gălățeni. Bunurile culturale din cele două expoziții, diverse ca tematică, au alcătuit primele colecții ale instituției muzeale publice deschisă la Galați în anul 1939.
În timpul celui de-al Doilea Război Mondial muzeul a fost închis, colecțiile au fost evacuate și o parte dintre ele s-au pierdut. Activitatea științifică în muzeu a fost reluată în anii 1951-1952 când s-a trecut la organizarea colecțiilor, instituția păstrând un profil mixt până în anul 1956, când s-au desprins colecțiile din domeniul științelor naturii și al artelor plastice și s-au constituit muzeele gălățene de profil: Complexul Muzeal de Științele Naturii „Răzvan Angheluță” și Muzeul de Artă Vizuală.
Treptat, colecțiile Muzeului de Istorie s-au îmbogățit prin achiziții și cercetări arheologice efectuate în zona de sud a Moldovei și, în special, în castrul roman de la Tirighina-Bărboși, ajungând în prezent la un patrimoniu de peste 50.000 bunuri culturale, unele de importanță excepțională. Colecțiile deținute de instituție sunt din diverse domenii: arheologie (obiecte paleolitice descoperite la Pleșa, Puricani, Șipote, obiecte neolitice din cultura Criș, altarul votiv de la Șendreni, obiecte romane și medievale), numismatică, medalistică, etnografie, filatelie, artă decorativă, documente și înscrisuri din epoca modernă și contemporană, carte veche și rară, tehnică, presă și publicații, bunuri culturale memoriale ș.a.